# Arvydas Pocius (generał)

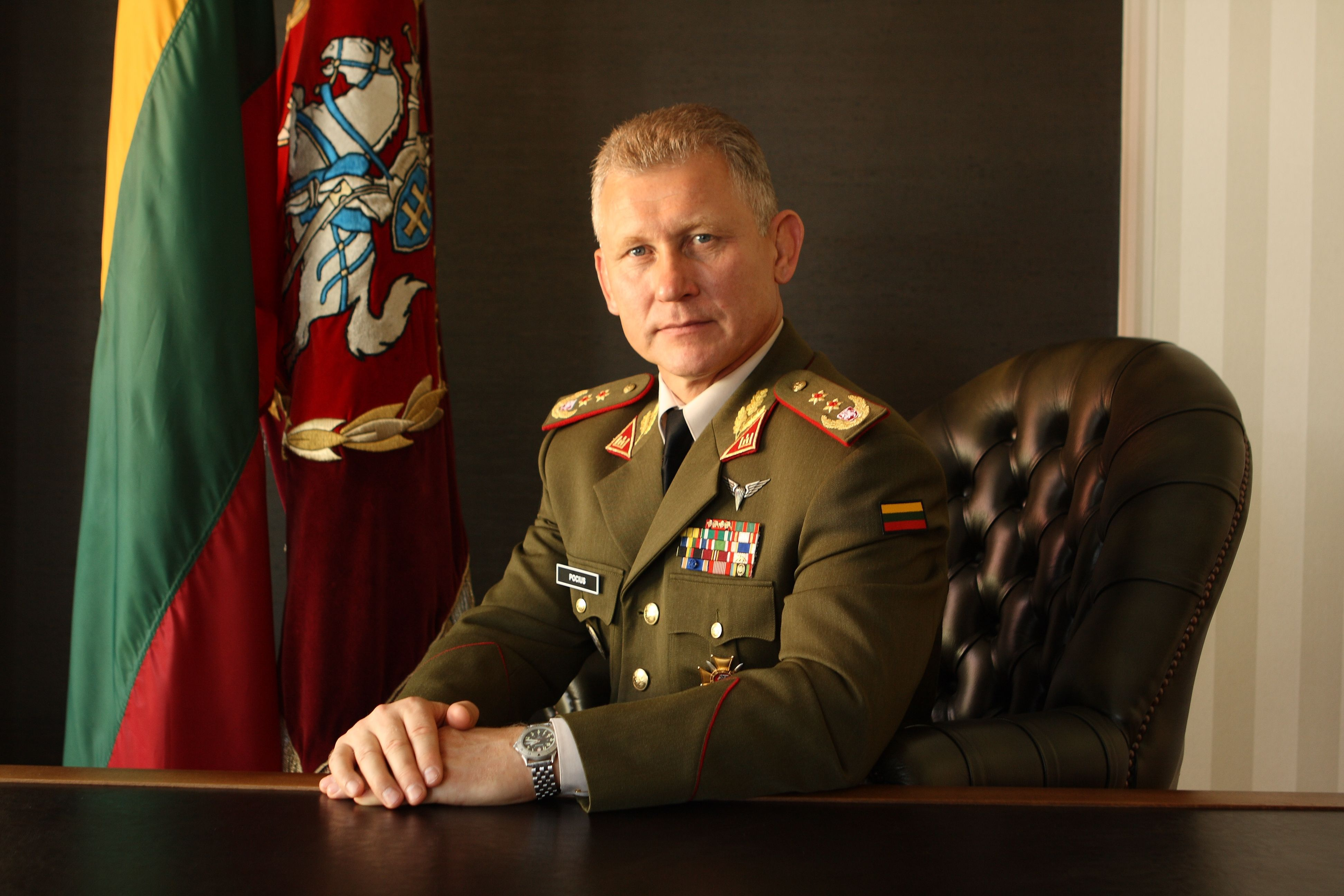
Arvydas Pocius (2009)

Arvydas Pocius (ur. 14 maja 1957 w Kłajpedzie) – litewski wojskowy, generał porucznik, w latach 2009–2014 szef obrony Republiki Litewskiej (głównodowodzący Litewskich Sił Zbrojnych), od 2014 do 2019 ambasador Litwy w Rumunii, poseł na Sejm Republiki Litewskiej.

## Życiorys
W latach 1975–1979 studiował w Litewskim Państwowym Instytucie Kultury Fizycznej w Kownie. W 1997 ukończył kurs dowódczy w uczelni wojskowej Führungsakademie der Bundeswehr w Hamburgu, a w 2004 kurs z zakresu studiów strategicznych w United States Army War College w Carlisle. W 2007 uzyskał magisterium z nauk politycznych uzyskany w Instytucie Stosunków Międzynarodowych i Nauk Politycznych Uniwersytetu Wileńskiego. Został także absolwentem kursów wojskowych w Akademii Obrony NATO w Rzymie, Europejskim Centrum Studiów Bezpieczeństwa im. George'a C. Marshalla w Garmisch-Partenkirchen oraz Akademii Obrony Zjednoczonego Królestwa w Shrivenham.
Od wczesnej młodości uprawiał zapasy w stylu wolnym, zdobywając juniorskie, młodzieżowe i seniorskie tytuły mistrza Litewskiej SRR. W czasie studiów uprawiał również judo, brał udział w zawodach krajowych i międzynarodowych, zdobył tytuł mistrza sportu ZSRR w dżudo i zapasach w stylu wolnym. Uzyskał czarny pas w judo. Po ukończeniu studiów pracował jako trener. Pełnił funkcję głównego trenera judo w Komitecie Kultury Fizycznej i Sportu Litewskiej SRR.
W 1979, po ukończeniu kursu oficerów rezerwy Armii Radzieckiej w Gusiewie, został promowany do stopnia podporucznika. Uzyskał również specjalność dowódcy plutonu piechoty zmechanizowanej. W 1988 włączył się w działalność Sąjūdisu, odpowiadał za bezpieczeństwo przywódców ruchu oraz zabezpieczenie zgromadzeń publicznych. 16 lutego 1990 oficjalnie wystąpił ze służby w Armii Radzieckiej. Decyzją ministra obrony ZSRR został zdegradowany do stopnia szeregowego. W trakcie interwencji wojsk radzieckich na Litwie uczestniczył w obronie budynku Sejmu.
W marcu 1991 wstąpił do nowo tworzonej Ochotniczej Służby Obrony Narodowej. W grudniu 1991 objął funkcję zastępcy szefa sztabu tej formacji. W 1994 został szefem sztabu, a następnie dowódcą służby. Stanowisko dowódcy zachował po przekształceniu jej w 1998 w Ochotnicze Siły Obrony Narodowej i zajmował je do 2002. Następnie przez rok pełnił funkcję dowódcy wschodniego okręgu wojskowego. Po powrocie ze studiów w Stanach Zjednoczonych w 2004 objął stanowisko dowódcy sił lądowych. W tym samym roku otrzymał pierwszy stopień generalski. W latach 2007–2009 kierował wydziałem edukacji i szkolenia w Sojuszniczym Dowództwie ds. Transformacji.
W lipcu 2009 otrzymał z rąk prezydent Dalii Grybauskaitė nominację na stanowisko szefa obrony Republiki Litewskiej, stając się głównodowodzącym Litewskich Sił Zbrojnych. Funkcję tę pełnił do lipca 2014.
Od 2014 do 2019 sprawował urząd ambasadora Litwy w Rumunii. Po powrocie z placówki wstąpił do Związku Ojczyzny. W wyborach w 2020 uzyskał mandat posła na Sejm Republiki Litewskiej. W 2024 utrzymał go na kolejną kadencję parlamentu.

## Awanse

### Armia Radziecka
- podporucznik rezerwy – 1979
- porucznik rezerwy – 1984
- kapitan rezerwy – 1989

### Litewskie Siły Zbrojne
- major – 1991
- podpułkownik – 1993
- pułkownik – 1997
- generał brygady – 2004
- generał major – 2009
- generał porucznik – 2011[5]

## Odznaczenia
- Wielki Krzyż Komandorski Orderu Krzyża Pogoni – 2014[6][7]
- Krzyż Oficerski Orderu Krzyża Pogoni – 2000[6]
- Medal Ochotników Założycieli Wojska Litewskiego – 1996[6]
- Medal Pamiątkowy 13 Stycznia – 1992[6]
- Gwiazda Strzelców
- Medal Zasługi Narodowego Systemu Obrony Republiki Litewskiej
- Lietuvos Respublikos krašto apsaugos sistemos proginis stojimo į NATO medalis (medal pamiątkowy związany z akcesem Litwy do NATO)
- Medal Wojsk Lądowych Litewskich Sił Zbrojnych za Zaszczytną Służbę
- Odznaka absolwenta United States Army War College – Stany Zjednoczone
- Wielki Oficer z Mieczami Orderu Pro Merito Melitensi – Zakon Maltański, 2014[8]